# Sirene
Sirene var en norsk tidskrift som var ett språkrör för Nyfeministene. 
Sirene startades 1973 och utgavs av J.W. Cappelens Forlag. Den blev en egen stiftelse 1977, men nedlades 1983. Upplagan var som störst 1975, då den uppgick till 20 000 exemplar.